# Antechinus arktos
Antechinus arktos is een roofbuideldier uit het geslacht van de breedvoetbuidelmuizen. De wetenschappelijke naam van de soort werd voor het eerst geldig gepubliceerd door Baker et al. in 2014. Deze soort werd tot 2014 als een populatie van Antechinus swainsonii gezien, maar bleek zowel morfologisch als genetisch te verschillen van deze soort.

## Voorkomen
De soort komt voor in het uiterste zuidoosten van Queensland en het noordoosten van New South Wales (Australië).
Antechinus adustus · Antechinus agilis · Antechinus argentus · Antechinus arktos · Antechinus bellus · Geelvoetbuidelmuis (Antechinus flavipes) · Antechinus godmani · Antechinus leo · Antechinus mimetes · Antechinus minimus · Antechinus mysticus · Stuarts breedvoetbuidelmuis (Antechinus stuartii) · Antechinus subtropicus · Antechinus swainsonii · Antechinus vandycki